# أوليفر أورياك
أوليفر أورياك (14 سبتمبر 1983

 في سانت جورج دي ديدون) (بالفرنسية: Olivier Auriac)‏ لاعب كرة قدم فرنسي يلعب حاليا في نادي الدرجة الثانية أنغرز الفرنسي منذ سنة 2007 حيث يجيد اللعب في خط الوسط .
لعب أورياك في أندية بوردو (2001-2003) بريست (2003-2007) .
ساهم أورياك في تتويج نادي بوردو ببطولة كأس الدوري الفرنسي موسم 2001/2002 .

## روابط خارجية
- أوليفر أورياك على موقع قاعدة بيانات كرة القدم.إي يو (الإنجليزية)
- أوليفر أورياك على موقع ليكيب (الفرنسية)
- أوليفر أورياك على موقع Soccerway.com (الإنجليزية)
- أوليفر أورياك على موقع كووورة
- أوليفر أورياك على موقع AS.com (الإسبانية)